# Context tree weighting
CTW (англ. Context Tree Weighting — взвешивание контекстного дерева) — алгоритм предсказания и сжатия без потерь, созданный Willems, Shtarkov, and Tjalkens (1995),  {{citation}}: |title= пропущен или пуст (справка)Википедия:Обслуживание CS1 (множественные имена: authors list) (ссылка). CTW является одним из немногих алгоритмов, которые обеспечивают как хорошие теоретические показатели, так и хорошо показывают себя на практике (например, см., Begleiter, El-Yaniv, and Yona (2004),  {{citation}}: |title= пропущен или пуст (справка)Википедия:Обслуживание CS1 (множественные имена: authors list) (ссылка)). При оценке вероятности символа алгоритм CTW с определённым весом смешивает статистику предсказаний многих моделей Маркова разного порядка, каждая из которых создаётся на основе условных вероятностных оценок нулевого порядка.